# Robert Lefkowitz
Robert Joseph Lenkowitz (New York, 15 aprile 1943) è un medico statunitense, vincitore del premio Nobel per la chimica nel 2012, assieme allo statunitense Brian Kobilka, per i loro studi sui recettori cellulari accoppiati a proteine G.
Lefkowitz si è occupato in particolare della caratterizzazione dei recettori β2 adrenergici tramite lo studio della interazione con ormoni resi radioattivi e successivamente con Brian Kobilka della clonazione del gene relativo.

## Biografia
Lefkowitz è nato il 15 aprile 1943 nel Bronx, New York, da genitori ebrei Max e Rose Lefkowitz. Le loro famiglie erano emigrate negli Stati Uniti dalla Polonia alla fine del XIX secolo. 
Dopo essersi diplomato alla Bronx High School of Science nel 1959, ha frequentato il Columbia College da cui ha conseguito un Bachelor of Arts in chimica nel 1962.b Si è laureato presso il Columbia University College of Physicians and Surgeons nel 1966 in medicina. Dopo aver svolto uno stage e un anno di residenza medica generale presso il College of Physicians and Surgeons, ha prestato servizio come Clinical and Research Associate presso il National Institutes of Health dal 1968 al 1970.

## Carriera
Dopo aver completato la ricerca e la formazione clinica nel 1973, è stato nominato professore associato di medicina e assistente professore di biochimica presso il Duke University Medical Center. Nel 1977 è stato promosso professore di Medicina e nel 1982 professore di Medicina presso la Duke University. È anche professore di biochimica e professore di chimica. È stato ricercatore dell'Howard Hughes Medical Institute dal 1976 ed è stato ricercatore affermato dell'American Heart Association dal 1973 al 1976. 
Lefkowitz studia la biologia dei recettori e la trasduzione del segnale ed è noto soprattutto per le sue caratterizzazioni dettagliate della sequenza, struttura e funzione dei recettori β-adrenergici e correlati e per la scoperta e caratterizzazione delle due famiglie di proteine che li regolano, la proteina G chinasi del recettore accoppiato (GPCR) e beta-arrestine. 
Lefkowitz ha dato un notevole contributo a metà degli anni '80 quando lui ei suoi colleghi hanno clonato il gene prima per il recettore β-adrenergico, e poi rapidamente, per un totale di 8 recettori adrenergici (recettori per adrenalina e noradrenalina). Ciò ha portato alla scoperta fondamentale che tutti i GPCR (che includono il recettore β-adrenergico) hanno una struttura molecolare molto simile. La struttura è definita da una sequenza di amminoacidi che si snoda avanti e indietro attraverso la membrana plasmatica sette volte. Oggi sappiamo che circa 1.000 recettori nel corpo umano appartengono a questa stessa famiglia. L'importanza di questo è che tutti questi recettori utilizzano gli stessi meccanismi di base in modo che i ricercatori farmaceutici ora capiscano come indirizzare efficacemente la più grande famiglia di recettori nel corpo umano. Lefkowitz è tra i ricercatori più citati nei campi della biologia, biochimica, farmacologia, tossicologia e medicina clinica secondo Thomson-ISI. 

## Vita privata
Lefkowitz è sposato con Lynn (nata Tilley). Ha cinque figli. In precedenza era sposato con Arna Brandel. 
Nel 2021, Lefkowitz ha pubblicato un libro di memorie intitolato "A Funny Thing Happened on the Way to Stockholm: The Adrenaline-Fueled Adventures of an Accidental Scientist". Di questo libro è stato co-autore Randy Hall, un borsista post-dottorato nel laboratorio di Lefkowitz negli anni '90. Il libro descrive i primi anni di vita di Lefkowitz, la formazione come medico e il mandato nel servizio sanitario pubblico degli Stati Uniti (i "berretti gialli" del NIH), che iniziò come mezzo per adempiere al suo obbligo di leva durante la guerra del Vietnam ma alla fine accese un passione di una vita per la ricerca. La seconda metà del libro descrive la carriera di ricercatore di Lefkowitz e varie avventure sia prima che dopo la sua vittoria del Premio Nobel. Al momento della pubblicazione nel febbraio 2021, il libro è stato nominato "nuovo e degno di nota" dal New York Times e “una delle migliori scelte scientifiche” da Nature.